# CODESYS
CODESYS，以前稱為CoDeSys，是控制器開發系統（controller development system）的首字母縮略字，是針對可程式邏輯控制器（PLC）應用的整合開發環境，符合IEC 61131-3標準，是與硬件及製造商無關的整合開發環境。
CODESYS是由位在德國肯普滕的軟體公司3S-Smart Software Solutions公司所開發，1.0版是在1994年發行，CODESYS授權不需授權費，軟體在同一介面下考慮了許多不同面向的工業自動化技術應用。
2016年8月時，因為台灣研華科技產品所使用的CODESYS軟體被洛克威爾自動化公司認定專利侵權，因此在美國指控研華科技及3S-Smart Software Solutions公司侵害其8項美國專利。
ABBBachmann,IFM易福门,EPEC派芬,HOLLYSYS和利时,intercontrol的PROSYD1131，赫思曼公司iFlex 系列、力士乐的RC系列，TT control 公司TTC系列 [1]  控制器等PLC厂家都是使用Codesys平台开发自己的编程软件的。
中国首家采用codesys平台的国产PLC 禾晟微电子科技 HSC C4系列控制器也已大批量产业应用。

## 外部連結
- 官方网站
- http://www.hicodesys.com/（页面存档备份，存于） 酷德网 -  CoDeSys软件教程下载,CoDeSys工控资讯论坛
- http://www.oscat.de/（页面存档备份，存于） OpenSource library for version 2 and 3 of CODESYS
- YouTube playlist（页面存档备份，存于） A list of short tutorials for learning PLC programming using CODESYS
- Google+ community for PLC programming using CODESYS（页面存档备份，存于）